# Bispberg
Bispberg is een plaats in de gemeente Säter in het landschap Dalarna en de provincie Dalarnas län in Zweden. De plaats heeft 121 inwoners (2005) en een oppervlakte van 33 hectare. Sinds de Middeleeuwen wordt er ijzer gewonnen in de plaats er staat ook een mijngebouw in de plaats, hier werd tot in 1967 ijzer gewonnen. In de buurt van de plaats ligt de ongeveer 400 meter boven de zeespiegel gelegen berg Buspbergs klack.